# Jean-Pierre Pilot
Jean-Pierre Pilot, né le 22 août 1961 à Grenoble (Isère), est un musicien français.
Claviériste d'Alain Bashung, de Freddy Zucchet, de Brigitte Fontaine et d'Indochine pendant plusieurs années, Jean-Pierre Pilot compose, réalise, programme ou joue avec de nombreux artistes, Steeve Estatof (À l'envers),  Zazie pour ses albums La zizanie, Rodéo,Totem et AILE-P, Christophe Willem pour ses albums Inventaire et Caféine, Hubert-Félix Thiéfaine (Scandale mélancolique), Calogero pour l'album Calogero, Johnny Hallyday pour le double album A la vie à la mort.
Il est nommé dans la catégorie "chanson de l'année" à deux reprises en tant que compositeur avec ses collaborateurs pour Double jeu de Christophe Willem (aux Victoires de la musique 2008) et L'assasymphonie de Mozart l'Opéra Rock (NRJ Music Award 2010).
En 2012, il co-réalise l'album Elles et lui d'Alain Chamfort.
Il participe à la composition et réalise les spectacles Mozart, l'opéra rock, 1789 : Les Amants de la Bastille et Mistinguett, reine des années folles.  